# Corps Makaria München

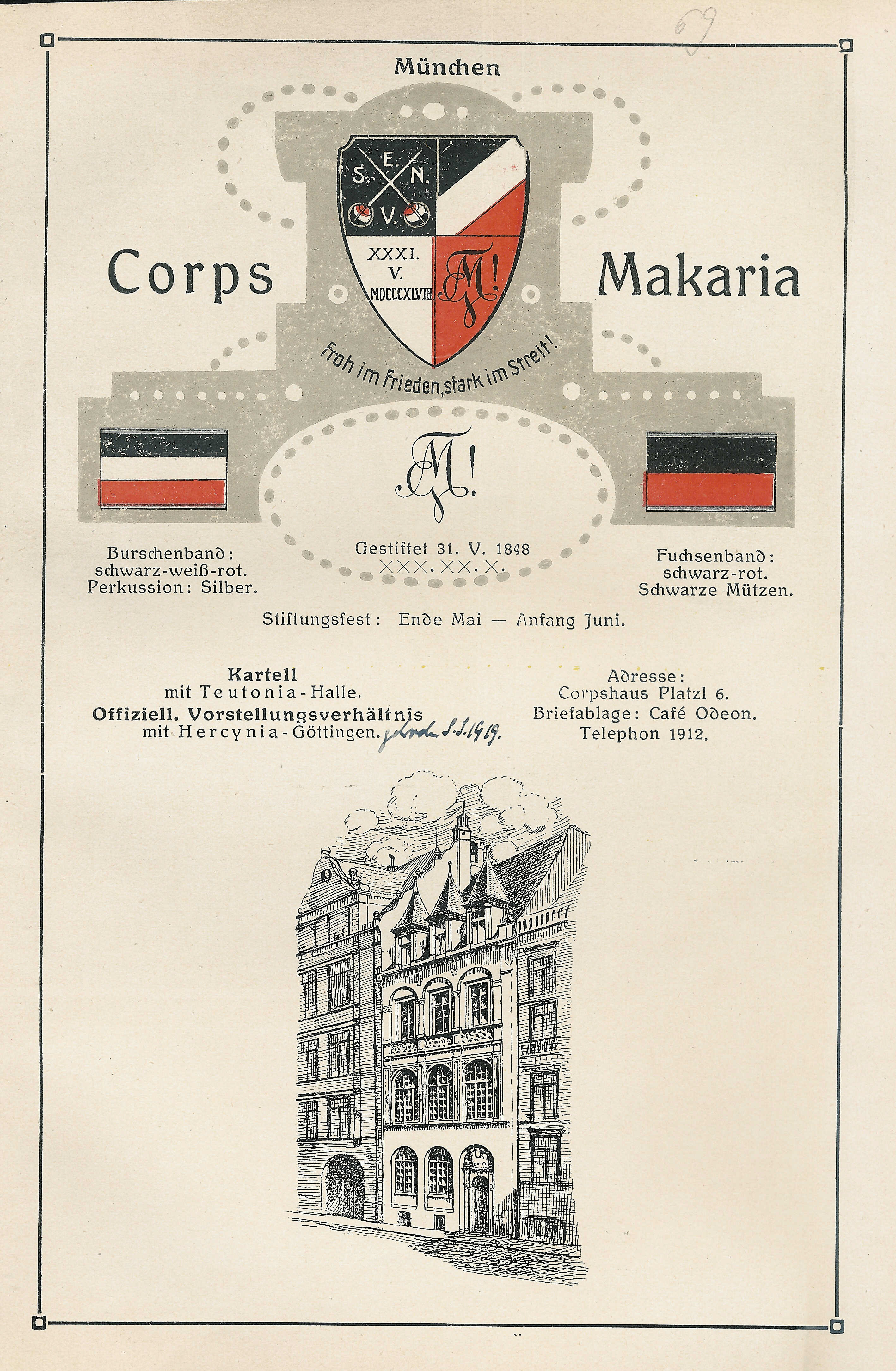
Makaria München, Corpshaus am Platzl (1912)

Das akademische Corps Makaria München ist eine Studentenverbindung im Münchner Senioren-Convent. Es ist seit 1862 Mitglied im Kösener Senioren-Convents-Verband und steht zu Mensur und Couleur.

## Geschichte
Gestiftet wurde Makaria am 4. November 1843 in München. Das Gründungsdatum wurde später von der Historischen Kommission des KSCV anerkannt, jedoch vom Plenum des oKC 1961 nicht genehmigt. Maximilian II. Joseph sanktionierte das Corps am 26. Mai 1848. Das Bänderweihefest am 31. Mai 1848 ist seither das offiziell anerkannte Gründungsdatum des Corps. Makaria wurde am 16. Mai 1850 in den Münchner Senioren-Convent und am 7. Juni 1862 mit dem SC als letztem bayerischen in den KSCV recipiert. Am 9. Juni 1877 wandelte sich Makaria vom Lebenscorps zum Waffencorps. 1878 schloss sie den ersten Verhältnisvertrag, ein Kartell mit Alemannia Berlin.

### Name
In Abkehr von den landsmannschaftlichen Namen ist „Makaria“ eine Referenz an die μακάριοι, die Gesegneten/Glücklichen des antiken Griechenlands.

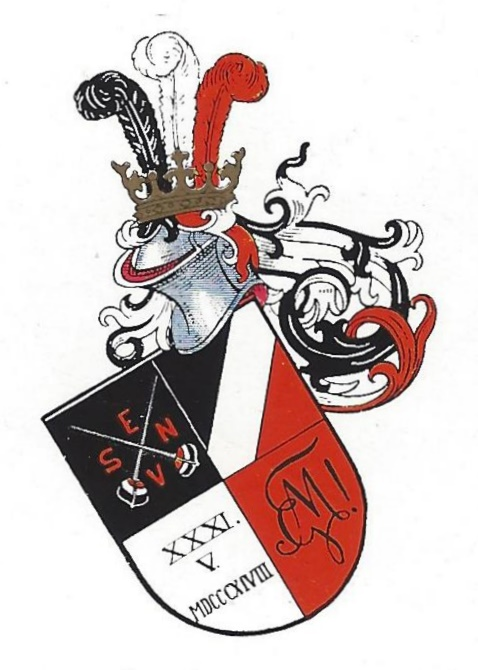
Wappen des Corps Makaria

### Farben
Aus der Gründerzeit um das Jahr 1847 stammen auch die Farben schwarz-weiß-rot, welche in Band und Mütze getragen werden. Allein aus der Tatsache des Alters lässt sich erkennen, dass die Farben keine Beziehung zu den Reichsfarben Schwarz-Weiß-Rot haben (Deutsches Kaiserreich, Deutsches Reich 1933 bis 1945). Die demokratisch organisierte Gemeinschaft steht beim Corps im Mittelpunkt. Basis ist die freiheitliche, demokratische Grundordnung und die enge Bindung zur Universität. Die Makaren verbindet das Tragen eines gemeinsamen Bandes; egal, ob alt oder jung. Diese generationsübergreifende Gemeinschaft ist Grundlage und Ziel der Verbindung und stärkt dadurch den Zusammenhalt. Ein weiteres traditionelles Erkennungszeichen ist der Zirkel, ein geschwungener Schriftzug, den alle Mitglieder der Verbindung intern hinter ihren Namen setzen. 

### NS-Zeit
Am 22. Mai 1936, nach dem Erlass von Rudolf Heß, suspendierte Makaria zum ersten und einzigen Male. Im Wintersemester 1937/38 meldete der CC dem Rektorat vollen Aktivenbetrieb, was auf Drohungen des Gaustudentenführers mit KZ für alle Beteiligten an Weihnachten zurückgezogen wurde. Der aktive Betrieb lief insgeheim weiter. Am 11. Januar 1939 musste die Kameradschaft „Horst Wessel“ auf dem Corpshaus einquartiert werden.  Vom geheimen Corpsbetrieb im selben Haus wusste sie nichts. Zur Aufrechterhaltung von drei Rezeptions- und zehn Inaktivierungspartien fochten insgeheim Makaren gegen Makaren. Im Sommersemester 1939 focht Makaria noch eine sechsgliedrige PP-Suite gegen das Corps Franconia München. Am 26. August 1939 fand der letzte Corpsburschen-Convent statt. Danach wurden alle Aktiven zur Wehrmacht einberufen. Während der aktive Betrieb nun wirklich ruhte, hielten die Alten Herren noch bis zum 15. Juni 1944 Versammlungen ab.
Durch eine Lizenz der amerikanischen Militärregierung wurde Makarias Altherrenverein am 30. Januar 1947 zugelassen. Hochsemestrige Mediziner rekonstituierten das Corps 1948. Die Kameradschafter wurden nicht übernommen. Trotz des allgemeinen Fechtverbots (bis zum 10. Juni 1951) wurden am 17. Dezember 1948 die ersten Nachkriegspartien in München gefochten, darunter eine geheime PP-Suite gegen das Corps Suevia München auf dem Makarenhaus. Am 17. Januar 1949 beteiligte Makaria sich mit Suevia, Palatia, Bavaria, Arminia und Rheno-Palatia an der Wiedergründung des SC. Der CC wurde am 19. Februar 1953 offiziell lizenziert.

## Corpshaus
1899 wurde der Neubau des ersten Corpshauses Platzl 6 in Betrieb genommen. Das einmalige Ensemble von vier dreigeschossigen Corpshäusern eines Planers (Max Littmann) stand am „feuchtesten Fleck“ Münchens neben dem Hofbräuhaus am Platzl. Im September 1941 musste das Haus an den Nachbarn Staatliches Hofbräuamt verkauft werden, um einer Enteignung durch den NS-Staat zu seinen Gunsten zuvorzukommen. In einem gut zehnjährigen Rückerstattungsprozess durch drei Instanzen setzte Makaria sich 1958 gegen den Freistaat Bayern durch.
Das heutige Makarenhaus befindet sich am U-Bahnhof Dietlindenstraße im nördlichen Schwabing. Das Haus wurde 1926 erbaut und in der Folgezeit als Casino und Verlagshaus genutzt. 1963 wurde es vom Corps erworben, da das Haus am Platzl umgebaut worden war und anderweitig genutzt wurde. 1968 bezogen die ersten Corpsbrüder das neugestaltete Haus an der Ungererstraße.

## Makaren
Alphabetisch geordnet
- Robert Aumüller (1878–1953), Industrieller, Vorsitzender der Wirtschaftsgruppe Zuckerindustrie
- Paul Adolf Bamberg (1876–1946), Industrieller, stellvertretender Aufsichtsratsvorsitzender der Askania-Werke AG
- Ernst Biesalski (1881–1963), Chemiker, Hochschullehrer in Berlin
- Konrad Bingold (1886–1955), Mediziner, Hochschullehrer in München
- Lothar Birckenbach (1876–1962), Chemiker, Hochschullehrer und Rektor der Bergakademie Clausthal
- Horst Büchler (1907–2000), Mitglied des Niedersächsischen Landtags
- Fritz Ecarius (1886–1966), Oberbürgermeister von Ludwigshafen am Rhein
- Otto Eckart (1936–2016), Lebensmittelunternehmer, Stifter
- Horst Frhr. v. Engerth (1914–2003), Braumeister, Hochschullehrer, Präsident der Bundeswehr-Hochschule München
- Josef Filbig (1891–1963), Oberbürgermeister der Stadt Amberg
- Heinrich von Frauendorfer (1855–1921), Verkehrsminister in Bayern, Staatssekretär im Reichsverkehrsministerium
- Eduard Friedel (1871–1949), Ministerialbeamter im bayerischen Eisenbahnwesen
- Hermann Haack (1876–1967), mecklenburgischer Staatsminister der Finanzen und des Unterrichts
- Egon Hofmann (1884–1972), österreichischer Maler, Dichter, Bergsteiger und Industrieller
- Ludwig Kielleuthner (1876–1972), Urologe und Hochschullehrer in München
- Ernst-Eckhard Koch (1943–1988), Physiker
- Wilhelm Kükenthal (1861–1922), Zoologe und Forschungsreisender, Hochschullehrer in Jena, Breslau und Berlin
- Kurt Kummer (1894–1966), Ministerialdirektor im Reichsministerium für Ernährung und Landwirtschaft
- Johannes Franz Kunze († 1910), Landrat in Heydekrug
- Paul Lüdicke (1866–1931), Rechtsanwalt und Abgeordneter in Spandau
- Peter Friedrich Matzen (1909–1986), Sanitätsoffizier, Orthopädie-Ordinarius in Leipzig
- Hans Rainer Maurer (1937–2014), Hochschullehrer für Pharmazeutische Chemie in Berlin
- Franz Mayr (1890–1952), Polizeipräsident in München, Regierungspräsident in Oberbayern
- Horst Müller (* 1942), Bürgermeister von Olpe
- Franz Niedner (1905–1974), Chirurg, Hochschullehrer in Ulm
- Peter Oppelt (* 1966), Gynäkologe in Linz
- Peter Orlowski (1911–1993), Landrat in Jarotschin
- Walter Pauly (1871–1959), Landrat in Ostpreußen
- Otto Rohlederer (1908–1971), Orthopädie-Ordinarius in Kiel
- Ludwig Schönecker (1905–1988), Oberbürgermeister von Ansbach
- Joachim Schröder (1891–1976), Paläontologe und Geologe, Direktor der Bayerischen Staatssammlung für Paläontologie und Geologie
- Hans-Joachim Schulz-Merkel (1913–2000), Sanitätsoffizier und Ritterkreuzträger
- Walter Sommer (1905–1989), Oberbürgermeister von Kaiserslautern
- Otto-Karl Sperling (1917–1996), Orthopädie-Ordinarius in Berlin
- Hermann Stadler (1861–1921), Altphilologe und Wissenschaftshistoriker
- Friedrich Stahler (1908–1978), Verwaltungsjurist und Studentenhistoriker
- Hans von Weigert (1861–1944), Ministerialbeamter im Bayerischen Eisenbahnwesen
- Albert Wild (1830–1896), Mitglied des Zollparlaments

## Verhältniscorps

### Kartelle
- Corps Franconia Würzburg
- Corps Bavaria Erlangen
- Corps Schacht Leoben
- Corps Athesia Innsbruck
- Corps Joannea
- Corps Borussia Berlin

Das Corps Makaria gehört dem Süddeutschen Kartell an. Seit 1927 findet eine alljährliche Kartellskiwoche statt.

### Befreundete
- Corps Guestphalia et Suevoborussia
- Corps Littuania (2001 erloschen)